# 14. motorizirana brigada (JLA)
Za druge 14. brigade glejte 14. brigada.
14. motorizirana brigada je bila motorizirana brigada v sestavi Jugoslovanske ljudske armade.
Enota je bila nastanjena v Sloveniji pred in med slovensko osamosvojitveno vojno.

## Organizacija
1991
- poveljstvo (Vojašnica Ljubljana - Šentvid)

- namestitveni vod
- četa za zvezo
- vod ABKO
- izvidniška četa
- četa vojaške policije

- 1. motorizirani bataljon (Vojašnica Ljubljana - Šentvid)
- 2. motorizirani bataljon (Vojašnica Ljubljana - Šentvid)
- 3. motorizirani bataljon (Vojašnica Ljubljana - Šentvid)
- 4. motorizirani bataljon (Vojašnica Ljubljana - Šentvid)
- 1. tankovski bataljon (Vojašnica Ljubljana - Šentvid)
- havbični divizion 105 mm (Vojašnica Ljubljana - Šentvid)
- mešani protioklepni divizion (Vojašnica Ljubljana - Šentvid)
- lahki topniški divizion protiletalske obrambe (Vojašnica Ljubljana - Šentvid)
- inženirski bataljon (Vojašnica Ljubljana - Šentvid)
- zaledni bataljon (Vojašnica Ljubljana - Šentvid)